# Voo Jeju Air 2216
Voo Jeju Air 2216 foi um voo internacional regular de passageiros do Aeroporto de Suvarnabhumi, perto de Bangkok, Tailândia, para o Aeroporto Internacional de Muan, no Condado de Muan, Coreia do Sul. Em 29 de dezembro de 2024, o Boeing 737-800 que operava o voo ultrapassou a pista de Muan ao tentar fazer um pouso de barriga devido a uma falha no acionamento do trem de pouso principal. A aeronave colidiu com uma barreira e explodiu, resultando na morte de 179 dos 181 ocupantes. Dois tripulantes a bordo do avião sobreviveram com ferimentos.
O acidente marcou o desastre aéreo mais mortal envolvendo um avião sul-coreano desde a queda do Voo Korean Air 801 em Guam em 1997 e se tornou o incidente aéreo mais mortal em solo sul-coreano, superando a queda do Voo Air China 129 em 2002. Foi também o primeiro acidente fatal nos 19 anos de história da Jeju Air. É o incidente com mais vítimas em massa na Coreia do Sul desde o naufrágio do MV Sewol em 2014.
Este acidente é considerado o desastre aéreo mais mortal de 2024, o mais mortal envolvendo uma aeronave Boeing 737 Next Generation, superando a queda do Voo Ukraine International Airlines 752 em 2020, e o acidente de avião mais mortal da década. É também o acidente de aviação mais mortal desde a queda do Voo Lion Air 610 em 2018.

## Contexto

### Aeronave
A aeronave envolvida era um Boeing 737-8AS registrado como HL8088 e estava equipado com dois motores CFM International CFM56-7B. Voou pela primeira vez em 19 de agosto de 2009 e foi entregue novo à Ryanair como EI-EFR, que arrendou a aeronave até 2017, após o que foi transferida para a Jeju Air pelo locador, SMBC Aviation Capital. Menos de um mês antes do acidente, a Jeju Air havia retomado os serviços internacionais regulares no Aeroporto Internacional de Muan após uma suspensão causada pela pandemia de COVID-19, e a aeronave envolvida fazia quatro voos por semana entre o aeroporto e Bangkok, um serviço que a Jeju Air havia iniciado apenas em 8 de dezembro.

### Passageiros e tripulação
Dos 175 passageiros, dois eram cidadãos tailandeses e os outros 173 eram sul-coreanos. O mais velho a bordo nasceu em 1946 e o mais novo nasceu em 2021. Das 181 pessoas a bordo, havia 82 homens e 93 mulheres. Cinco passageiros tinham menos de 10 anos.
O capitão era funcionário da Jeju Air desde 2019 e acumulou mais de 6 820 horas de experiência de voo; o primeiro oficial tinha mais de 1 650 horas. A tripulação também incluía quatro comissários de bordo; os dois sentados nos assentos de salto traseiros foram os únicos sobreviventes e estavam conscientes quando foram resgatados. Eles sofreram ferimentos moderados a graves, incluindo um com fraturas nas costelas, na omoplata e na parte superior da coluna, enquanto o outro apresentava ferimentos no tornozelo e na cabeça. Ambos receberam tratamento médico em hospitais separados em Mokpo antes de serem transferidos para um hospital em Seul. Ambos os sobreviventes pareciam desorientados e não conseguiam se lembrar do que havia acontecido imediatamente após o pouso.
A maioria dos passageiros estava voltando para casa de uma excursão de Natal de cinco dias em Bangkok, com a agência de viagens que organizou a excursão tendo fretado o avião. Treze passageiros foram relatados como sendo funcionários públicos ativos ou antigos em nível provincial ou local/municipal, oito eram funcionários públicos atuais ou antigos do Condado de Hwasun e cinco eram funcionários administrativos do Gabinete Provincial de Educação de Jeolla do Sul.
Um total de 179 pessoas foram confirmadas mortas. Os bombeiros locais disseram que os passageiros foram ejetados da aeronave depois que ela atingiu a barreira, deixando poucas chances de sobrevivência. Os bombeiros disseram que alguns corpos estavam espalhados de 100 a 200 metros do local do acidente, enquanto outros foram encontrados mutilados ou queimados entre os destroços.

## Acidente

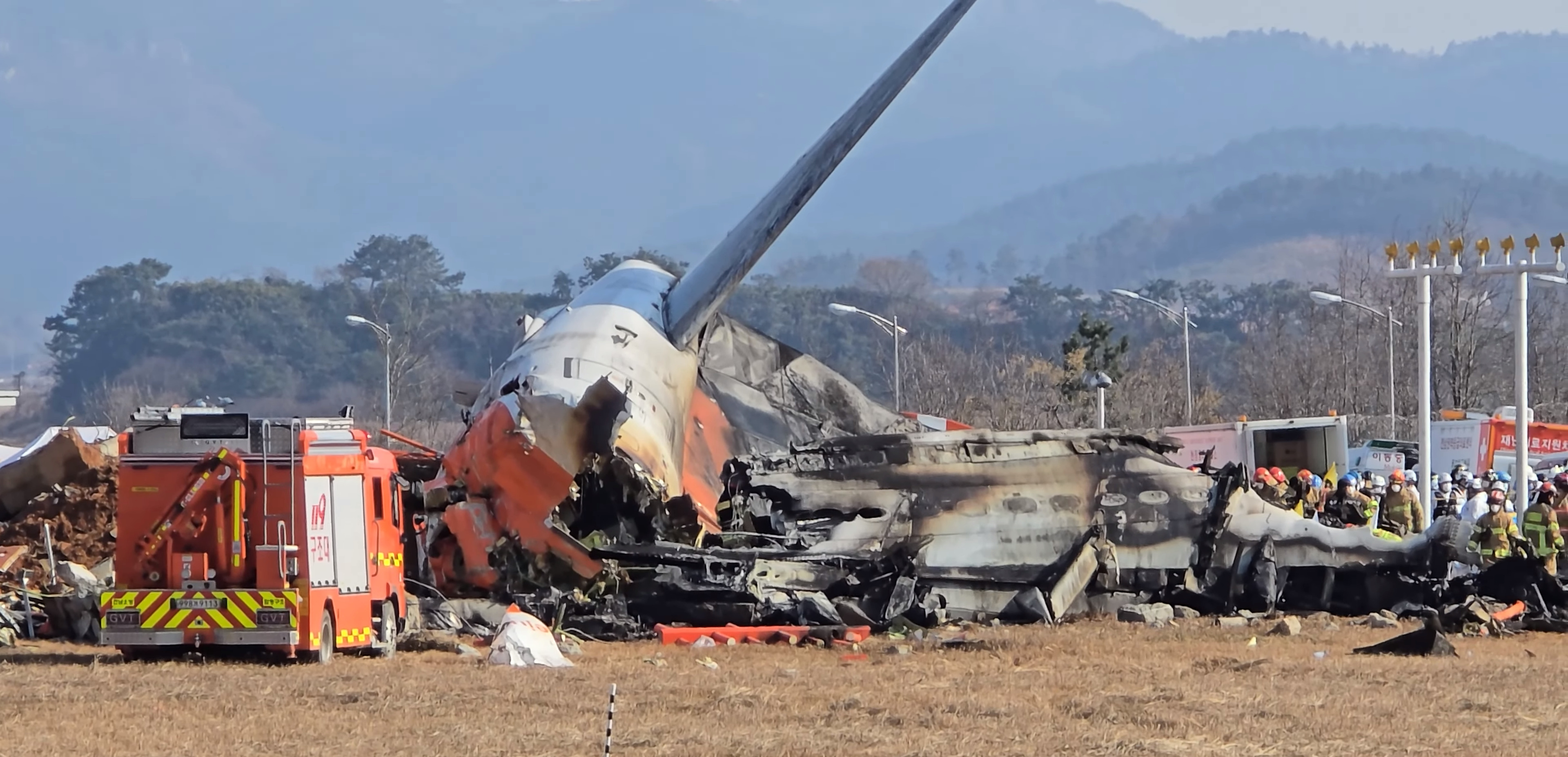
Voo Jeju Air 2216

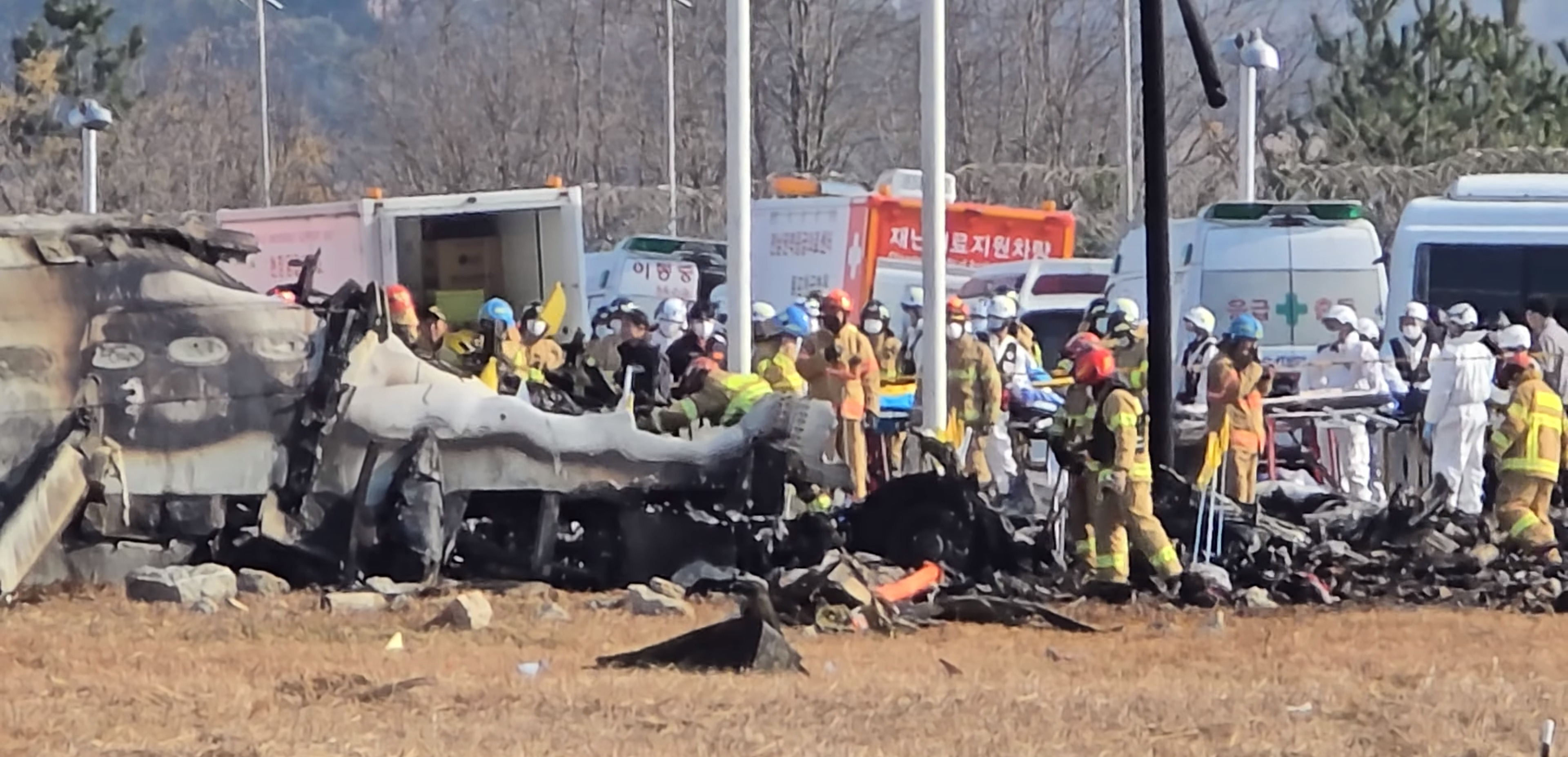
Equipes de emergência respondem ao acidente

A aeronave saiu do Concourse F, Portão F6 do Aeroporto de Suvarnabhumi às 2h11 ICT (UTC+7) e decolou da Pista 02R às 2h28 da manhã. As autoridades tailandesas disseram que não registaram quaisquer condições anormais na aeronave ou no solo. Ele transportava 181 ocupantes: 175 passageiros e seis tripulantes.
Enquanto o avião se preparava para pousar no Aeroporto Internacional de Muan, na Coreia do Sul, foi alertado às 8h57 KST (UTC+9) sobre a possibilidade de colisão com pássaros. Um minuto depois, emitiu um alerta de socorro. Às 9h00 às 17h, o avião tentou um pouso de emergência, sendo forçado a dar a volta novamente após o trem de pouso não ter sido acionado. O acidente ocorreu entre 9h03 e 9h07 sou como a aeronave tentou pousar novamente. Ele ultrapassou a pista ao tentar um pouso de barriga após seu trem de pouso principal não ter sido acionado. A aeronave fez contato com o solo no meio da pista, reduzindo sua distância de parada disponível. Imagens de vídeo mostraram a aeronave derrapando na pista sem o trem de pouso e colidindo e explodindo contra um aterro que continha o conjunto ILS. Moradores locais disseram que viram chamas e faíscas saindo da asa direita da aeronave e ouviram explosões e "arranhão de metal" antes do impacto. Alguns disseram que viram um bando de pássaros sendo sugado para dentro do motor direito, causando um incêndio. Os únicos sobreviventes foram dois tripulantes resgatados da cauda da aeronave.
Os serviços de emergência receberam várias chamadas por volta das 9h03, e a resposta ao incêndio emitiu uma emergência de nível 3, seu alerta mais alto. De acordo com a Agência Nacional de Incêndios da Coreia do Sul, foram enviados 1.562 efetivos, incluindo 490 bombeiros, 340 militares e 455 policiais. O incêndio foi extinto em 43 minutos, enquanto as caixas pretas foram recuperadas no mesmo dia. Uma dela foi encontrada parcialmente danificada e a caixa preta da cabine estava intacta.
Por 13h36, os bombeiros passaram a realizar operações de busca para recuperar corpos. Foi instalado no local um necrotério temporário para receber os corpos recuperados dos destroços e foi criada uma sala de espera para os familiares dos ocupantes do aeroporto, com funcionários públicos designados para cada família para apoio enquanto aguardavam notícias do acidente. Mais tarde naquela noite, os familiares foram temporariamente acomodados nos dormitórios da Universidade Nacional de Mokpo. Alguns familiares forneceram amostras de DNA aos funcionários do aeroporto para ajudar na identificação dos mortos. Em 30 de dezembro, às 12h10, o governador da província de Jeolla do Sul, Kim Yung-rok, disse que 120 corpos foram identificados; 159 corpos tiveram suas impressões digitais coletadas e outros 20 seriam identificados usando amostras de DNA. O corpo de bombeiros, às 2h47, disse que 137 corpos foram identificados e o DNA ainda estava sendo coletado para identificar os mortos restantes.
A pista do Aeroporto Internacional de Muan foi fechada até 1º de janeiro de 2025. Na altura do acidente, as obras em curso tinham encurtado o comprimento da pista de 2,8 mil a 2,5 mil metros. As autoridades negaram que a redução do comprimento tenha sido um fator no desastre.

## Investigação
Em uma entrevista coletiva, Lee Jeong-hyun, chefe dos bombeiros da Coreia do Sul, disse que a causa da falha do trem de pouso foi provavelmente o clima adverso combinado com uma colisão com pássaros; o clima ao redor do aeroporto no momento do acidente era favorável, quase sem vento, chuva ou nuvens, e a distância de visibilidade era de 9 quilômetros.
Seis minutos antes do acidente, o controle de tráfego aéreo do aeroporto emitiu um alerta de possível colisão com pássaros. Um minuto depois, o piloto declarou pedido de socorro. O Aeroporto Internacional de Muan tem a maior taxa de colisões com pássaros entre os 14 aeroportos regionais da Coreia do Sul. Embora o número absoluto de greves seja pequeno em termos estatísticos, a taxa de greves de 0,09% dos voos é significativamente maior do que a de outros grandes aeroportos como Gimpo (0,018%) e Jeju (0,013%). O aeroporto foi construído perto dos principais habitats de pássaros e áreas de alimentação, como o lago Yeongsan e os bancos de lama da costa sudoeste. Devido ao desenvolvimento das terras próximas, as aves locais estão a seguir rotas cada vez mais erráticas e as alterações climáticas levaram a que muitas espécies de aves migratórias se tornassem aves residentes.
O professor Choi Kee-young da Universidade de Inha observou que a reversão do empuxo e os flaps aparentemente não conseguiram desacelerar a aeronave. Ao rever uma gravação em vídeo do acidente, Keith Tonkin, da Aviation Projects em Brisbane, Austrália, disse que os flaps das asas não foram estendidos durante o pouso e que a aeronave estava viajando na pista mais rápido do que a velocidade típica de pouso.
Em 2 de janeiro de 2025, a polícia sul-corena informou que o CEO companhia aérea Jeju Air, Kim E-bae, e outro funcionário não identificado da mesma companhia foram proibidos de sair do país em meio a investigações sobre a queda e explosão de avião.
Em 27 de janeiro de 2025, um relatório preliminar das investigações do incidente revelou que os restos de pássaro foram encontradas em uma das turbinas do Boeing 737-800 da Jeju Air recuperadas da explosão no local do acidente.
Em 21 de julho de 2025, notícias revelaram que investigadores descobriram que o motor esquerdo, menos danificado, foi desligado por engano pelos pilotos enquanto tomavam medidas de emergência por conta do choque com os pássaros, o que causou a perda completa de potência e energia do avião, prejudicando o funcionamento dos gravadores de dados de voo, da cabine de controle e do trem de pouso.
O Conselho de Investigação de Acidentes de Aviação e Ferrovias da Coreia do Sul (ARAIB) não se pronunciou a respeito num primeiro momento, e a Boeing ao ser questionada encaminhou as perguntas para o ARAIB. A CFM International, fabricante dos motores, também não respondeu comentários sobre o assunto de imediato, enquanto a Jeju Air disse estar colaborando com as autoridades e no aguardo do anúncio oficial dos resultados da investigação.

## Consequências
O governo declarou Muan uma zona especial de desastre e emitiu um período de luto nacional até 5 de janeiro de 2025. O presidente interino e primeiro-ministro interino Choi Sang-mok, que assumiu a presidência dois dias antes do impeachment do seu antecessor interino Han Duck-soo, ordenou esforços de resgate. A Korail anunciou um serviço ferroviário dedicado KTX, partindo de Seul para Mokpo às 15h00, gratuito para os familiares dos passageiros chegarem ao aeroporto de Muan.
Uma reunião informativa foi realizada em uma sala de conferências no Aeroporto Internacional de Muan, onde bombeiros forneceram informações aos familiares dos passageiros. Vários participantes expressaram raiva por não receberem atualizações de hora em hora prometidas por autoridades governamentais, por não terem sido autorizados a chegar perto do local do acidente e por receberem relatórios inconsistentes sobre quais passageiros haviam morrido. Muitos também expressaram raiva da Jeju Air por realizar sua coletiva de imprensa em Seul, sem a presença de nenhum representante da empresa na reunião do Aeroporto de Muan. O presidente interino e o primeiro-ministro interino, Choi Sang-mok, visitaram o local do desastre, onde vários familiares dos passageiros expressaram-lhe a sua insatisfação relativamente à falta de actualizações em tempo real para os afetados.
O governo de Gwangju designou um período de luto de uma semana, de 29 de dezembro a 4 de janeiro de 2025, com vários eventos e celebrações de ano-novo sendo cancelados. Os governos de Jeonju, dos condados de Jangheung, de Wando e de Haenam e da província de Jeolla do Sul também cancelaram os seus eventos regionais associados à véspera de ano-novo e instituíram períodos de luto em resposta à tragédia. O anúncio da direção da política econômica da Coreia do Sul em 2025 foi adiado devido ao desastre.

### Reações

#### Doméstica
O presidente suspenso Yoon Suk Yeol, que foi acusado pela sua imposição malfeita da lei marcial no início do mês, expressou as suas condolências através das redes sociais.
A Jeju Air divulgou um comunicado em seu site pedindo desculpas pelo acidente e removeu temporariamente os links para compra de passagens. O seu CEO, Kim E-bae, publicou um pedido de desculpas no site da Jeju Air. Chang Young-shin, presidente da empresa controladora da Jeju Air, Aekyung Group, também emitiu um pedido de desculpas. A companhia aérea destacou 260 funcionários para ajudar as famílias das vítimas em Muan.
Uma mensagem de texto de emergência foi enviada pelo Ministério do Interior e Segurança duas horas e quarenta e cinco minutos após o desastre, o que gerou críticas dos moradores do Condado de Muan pela demora e um pedido de desculpas das autoridades do condado. Duas mensagens de texto de emergência enviadas pelo governo do Condado de Yeonggwang também foram criticadas por transmitir informações irrelevantes que incluíam mensagens de condolências e apoio em vez de informações sobre desastres e resposta, conforme padronizado pelo Ministério do Interior e Segurança.

#### Internacional
O primeiro-ministro tailandês Paetongtarn Shinawatra, o chanceler alemão Olaf Scholz, o presidente ucraniano Volodymyr Zelenskyy, o primeiro-ministro japonês Shigeru Ishiba, o presidente chinês Xi Jinping e o presidente americano Joe Biden expressaram simpatia às famílias dos mortos e feridos. Várias missões diplomáticas na Coreia do Sul e a Boeing também expressaram as suas condolências às famílias das vítimas. O Ministério dos Negócios Estrangeiros da Arábia Saudita expressou as suas condolências às famílias dos que faleceram. A Santa Sé também enviou condolências. 
Os Estados Unidos anunciaram que estavam enviando investigadores do Conselho Nacional de Segurança nos Transportes, da Administração Federal de Aviação e da Boeing para a Coreia do Sul para que pudessem auxiliar no inquérito sobre o acidente, uma vez que o avião foi fabricado nos Estados Unidos.